# Laurin & Klement L
Laurin & Klement L byl automobil vyráběný firmou Laurin & Klement od roku 1909 do roku 1911.
Vůz měl vpředu uložený řadový čtyřválec SV, který poháněl zadní kola. Měl výkon 22 kW (30 koní), objem byl 3686 cm³, vrtání bylo 95 mm a zdvih 130 mm. Obě nápravy byly tuhé a měly listová pera, rozchod předních i zadních kol byl 1350 mm. Automobil mohl jet 70 – 90 km/h.
Celkem se vyrobilo 223 kusů.